# Porte de l'ancien évêché
La porte de l'ancien évêché est un édifice situé dans la ville de Dijon, dans la Côte-d'Or en région Bourgogne-Franche-Comté.

## Histoire
Elle fut construite au XIVe siècle.
La porte dite de l'Ancien Évêché est inscrite au titre des monuments historiques par arrêté du 10 septembre 1937.